# ANKRD35
El dominio repetido 35 de Ankyrin, también conocido como ANKRD35, es una proteína que en los humanos está codificada por el gen ANKRD35.

## Problemas genéticos relacionados
- Síndrome TAR [2]
- Síndrome de deleción 1q21.1
- Síndrome de duplicación 1q21.1